# Banca centrale dei Caraibi orientali
La Banca centrale dei Caraibi orientali (inglese:Eastern Caribbean Central Bank) è la banca centrale degli stati caraibici di Anguilla, Antigua e Barbuda, Dominica, Grenada, Montserrat, Saint Kitts e Nevis, Saint Lucia, Saint Vincent e Grenadine.
La moneta ufficiale è il dollaro dei Caraibi Orientali. Amministra l'Organizzazione degli Stati dei Caraibi Orientali.

## Storia

### Nel passato (1946-1981)
Nel 1946, una conferenza valutaria delle Indie occidentali vide Barbados, Guyana britannica, le Isole Sottovento, Trinidad e Tobago e le Isole Sopravento concordare di stabilire un sistema monetario decimale unificato basato su un dollaro delle Indie Occidentali per sostituire il precedente accordo di avere tre diversi consigli di commissari valutari per Barbados (che serviva anche le isole Sottovento e Sopravento). Guyana britannica e Trinidad & Tobago. Nel 1950, il British Caribbean Currency Board (BCCB) fu istituito a Trinidad, con il diritto esclusivo di emettere banconote e monete della nuova valuta unificata e con il mandato di mantenere la piena copertura valutaria per garantire la convertibilità a 4,80 dollari per libbra di sterlina.
Nel 1951, le Isole Vergini britanniche aderirono all'accordo, ma questo portò al malcontento perché quel territorio era più naturalmente attratto dalla valuta delle vicine Isole Vergini americane. Nel 1961, le Isole Vergini britanniche si ritirarono dall'accordo e adottarono il dollaro USA come valuta. Nel 1964, Trinidad e Tobago si ritirò dall'unione monetaria (adottando il dollaro di Trinidad e Tobago) costringendo lo spostamento della sede della BCCB alle Barbados.
In base all'Accordo Valutario dei Caraibi Orientali del 1965, il dollaro delle Indie Occidentali Britanniche fu sostituito alla pari dal dollaro dei Caraibi Orientali e la BCCB fu sostituita dall'Autorità Valutaria dei Caraibi Orientali (ECCA). La Guyana britannica si ritirò dall'unione monetaria nel 1966. Grenada, che aveva utilizzato il dollaro di Trinidad e Tobago dal 1964, rientrò nell'accordo di moneta comune nel 1968. Le Barbados si ritirarono dall'unione monetaria nel 1972, in seguito alla quale la sede dell'ECCA fu spostata a Basseterre, St. Kitts.

### Nascita dell'ECCB(1983)
L'Accordo della Banca Centrale dei Caraibi Orientali, firmato a Port of Spain il 5 luglio 1983, ha istituito l'ECCB come entità successore dell'ECCA, con il compito di mantenere la stabilità e l'integrità della valuta e del sistema bancario della subregione per facilitare la crescita equilibrata e lo sviluppo dei suoi Stati membri.
A differenza dell'ECCA, le competenze della BCE includono la vigilanza bancaria congiuntamente con i ministeri delle finanze degli Stati membri, rendendola la prima autorità di vigilanza bancaria sovranazionale davanti alla Banca centrale degli Stati dell'Africa occidentale e alla Banca degli Stati dell'Africa centrale (diventate entrambe autorità di vigilanza bancaria nel 1990) e alla Banca centrale europea (nel 2014). Il ruolo specifico dell'ECCB nella vigilanza sulle banche offshore, tuttavia, varia da un paese all'altro, portando il Fondo Monetario Internazionale a osservare nel 2013 la persistenza di "lacune nel quadro normativo" applicabile alle banche offshore.
Dal 2008, la BCCO ha le sue monete da 1 centesimo prodotte dalla Royal Canadian Mint (Monnaie royale canadienne). All'inizio del 2015, la banca ha annunciato l'intenzione di eliminare gradualmente la produzione delle monete da 1 e 2 centesimi. La data è stata fissata per il 1º luglio 2015. Quando si cercava un modello, si affermava che ci volevano circa sei centesimi per fare un penny e circa otto centesimi per ottenere un centesimo.
Dal 2018, la Banca centrale dei Caraibi orientali si è rivolta a Bitt Inc. alle Barbados per avviare la transizione verso soluzioni blockchain per la sua piattaforma finanziaria, dopo che l'isola di Montserrat ha lanciato il dollaro digitale dei Caraibi all'inizio del 2018 con la stessa società. Il FMI ha fortemente incoraggiato la regione dei Caraibi ad adottare l'uso delle criptovalute. Nel contesto dell'adesione della Guadalupa all'OCSE, lo Stato francese riconosce la BCCO come organo monetario competente della zona.
A maggio 2019, la BCCO emette nuove banconote da 50 dollari. Nell'agosto 2019 la BCCO ha lanciato un sito web che fornisce informazioni sui debiti pubblici e informazioni di mercato.

## Descrizione
La banca ha sede a Basseterre, St. Kitts. È guidato da Timothy Antoine come governatore, che è succeduto a Sir K. Dwight Venner nel febbraio 2016, (ha diretto la banca centrale dal 1989 ed è morto nel dicembre 2016). Nel marzo 2017, la banca centrale ha rinominato la sua sede in onore di K. Dwight Venner.
Il suo obiettivo principale è quello di mantenere la stabilità dei prezzi e del settore finanziario agendo come stabilizzatore e custode del sistema bancario dell'Unione economica e monetaria dei Caraibi orientali (OECS/UCCO).
Le banconote emesse dalla Banca centrale dei Caraibi orientali recano un codice specifico per ogni paese membro. La banca è obbligata a mettere da parte almeno il 60% del valore totale del denaro che distribuisce.